# Frank Tsadjout
Frank Cédric Tsadjout (Perugia, 28 de julio de 1999) es un futbolista italiano que juega de delantero en la U. S. Cremonese de la Serie A.

## Trayectoria
El 18 de septiembre de 2020 se incorporó en calidad de cedido al A. S. Cittadella, club de la Serie B. Marcó su primer gol en la Serie B en el partido contra el Brescia, en el que ganaron 3-0.
El 14 de julio de 2021 fichó por el Pordenone Calcio en calidad de cedido. El 5 de enero de 2022 se incorporó al Ascoli Calcio en calidad de cedido hasta el 30 de junio de 2022.
El 15 de julio de 2022 firmó con la U. S. Cremonese.

## Vida personal
Nacido en Italia, es de ascendencia camerunesa.

## Estadísticas

### Clubes
Actualizado al último partido disputado el 3 de enero de 2024.
| Club                            | Div.          | Temporada     | Liga  | Liga  | Liga   | Copas nacionales | Copas nacionales | Copas nacionales | Copas internacionales | Copas internacionales | Copas internacionales | Total | Total | Total  |
| Club                            | Div.          | Temporada     | Part. | Goles | Asist. | Part.            | Goles            | Asist.           | Part.                 | Goles                 | Asist.                | Part. | Goles | Asist. |
| ------------------------------- | ------------- | ------------- | ----- | ----- | ------ | ---------------- | ---------------- | ---------------- | --------------------- | --------------------- | --------------------- | ----- | ----- | ------ |
| Royal Charleroi S. C. · Bélgica | 1.ª           | 2019-20       | 10    | 1     | 0      | 0                | 0                | 0                | ―                     | ―                     | ―                     | 10    | 1     | 0      |
| Royal Charleroi S. C. · Bélgica | 1.ª           | 2020-21       | 3     | 0     | 0      | 0                | 0                | 0                | ―                     | ―                     | ―                     | 3     | 0     | 0      |
| Royal Charleroi S. C. · Bélgica | Total club    | Total club    | 13    | 1     | 0      | 0                | 0                | 0                | 0                     | 0                     | 0                     | 13    | 1     | 0      |
| A. S. Cittadella · Italia       | 2.ª           | 2020-21       | 32    | 3     | 3      | 1                | 0                | 0                | ―                     | ―                     | ―                     | 33    | 3     | 3      |
| A. S. Cittadella · Italia       | Total club    | Total club    | 32    | 3     | 3      | 1                | 0                | 0                | 0                     | 0                     | 0                     | 33    | 3     | 3      |
| Pordenone Calcio · Italia       | 2.ª           | 2021-22       | 15    | 1     | 0      | 1                | 0                | 0                | ―                     | ―                     | ―                     | 16    | 1     | 0      |
| Pordenone Calcio · Italia       | Total club    | Total club    | 15    | 1     | 0      | 1                | 0                | 0                | 0                     | 0                     | 0                     | 16    | 1     | 0      |
| Ascoli Calcio 1898 FC · Italia  | 2.ª           | 2021-22       | 17    | 4     | 1      | ―                | ―                | ―                | ―                     | ―                     | ―                     | 17    | 4     | 1      |
| Ascoli Calcio 1898 FC · Italia  | Total club    | Total club    | 17    | 4     | 1      | 0                | 0                | 0                | 0                     | 0                     | 0                     | 17    | 4     | 1      |
| U. S. Cremonese · Italia        | 1.ª           | 2022-23       | 20    | 3     | 1      | 5                | 0                | 0                | ―                     | ―                     | ―                     | 25    | 3     | 1      |
| U. S. Cremonese · Italia        | 1.ª           | 2023-24       | 8     | 0     | 1      | 3                | 1                | 1                | ―                     | ―                     | ―                     | 11    | 1     | 2      |
| U. S. Cremonese · Italia        | Total club    | Total club    | 28    | 3     | 2      | 8                | 1                | 1                | 0                     | 0                     | 0                     | 36    | 4     | 3      |
| Total carrera                   | Total carrera | Total carrera | 105   | 12    | 6      | 10               | 1                | 1                | 0                     | 0                     | 0                     | 116   | 13    | 7      |